# Douchapt
Die französische Gemeinde Douchapt (okzitanisch Dochac) liegt im Nordwesten des Départements Dordogne in der Region Nouvelle-Aquitaine (vor 2016: Aquitanien). Sie hat 349 Einwohner (Stand: 1. Januar 2022) und gehört zum Arrondissement Périgueux. Die Bewohner werden Douchaptois und Douchaptoises genannt.
Douchapt liegt etwa 29 Kilometer nordwestlich von Périgueux. Die Dronne begrenzt die Gemeinde im Norden. Umgeben wird Douchapt von den Nachbargemeinden Saint-Victor im Norden, Tocane-Saint-Apre im Osten, Segonzac im Süden, Saint-Pardoux-de-Drône im Westen sowie Saint-Méard-de-Drône im Nordwesten.

## Bevölkerungsentwicklung
| Jahr                       | 1962 | 1968 | 1975 | 1982 | 1990 | 1999 | 2006 | 2019 |
| Einwohner                  | 330  | 297  | 253  | 260  | 240  | 251  | 276  | 354  |
| Quellen: Cassini und INSEE |      |      |      |      |      |      |      |      |

## Sehenswürdigkeiten
- Kirche Saint-Pierre-ès-Liens aus dem 12. Jahrhundert mit Umbauten aus dem 19. Jahrhundert
- Kapelle Notre-Dame-de-Pitié aus dem 19. Jahrhundert

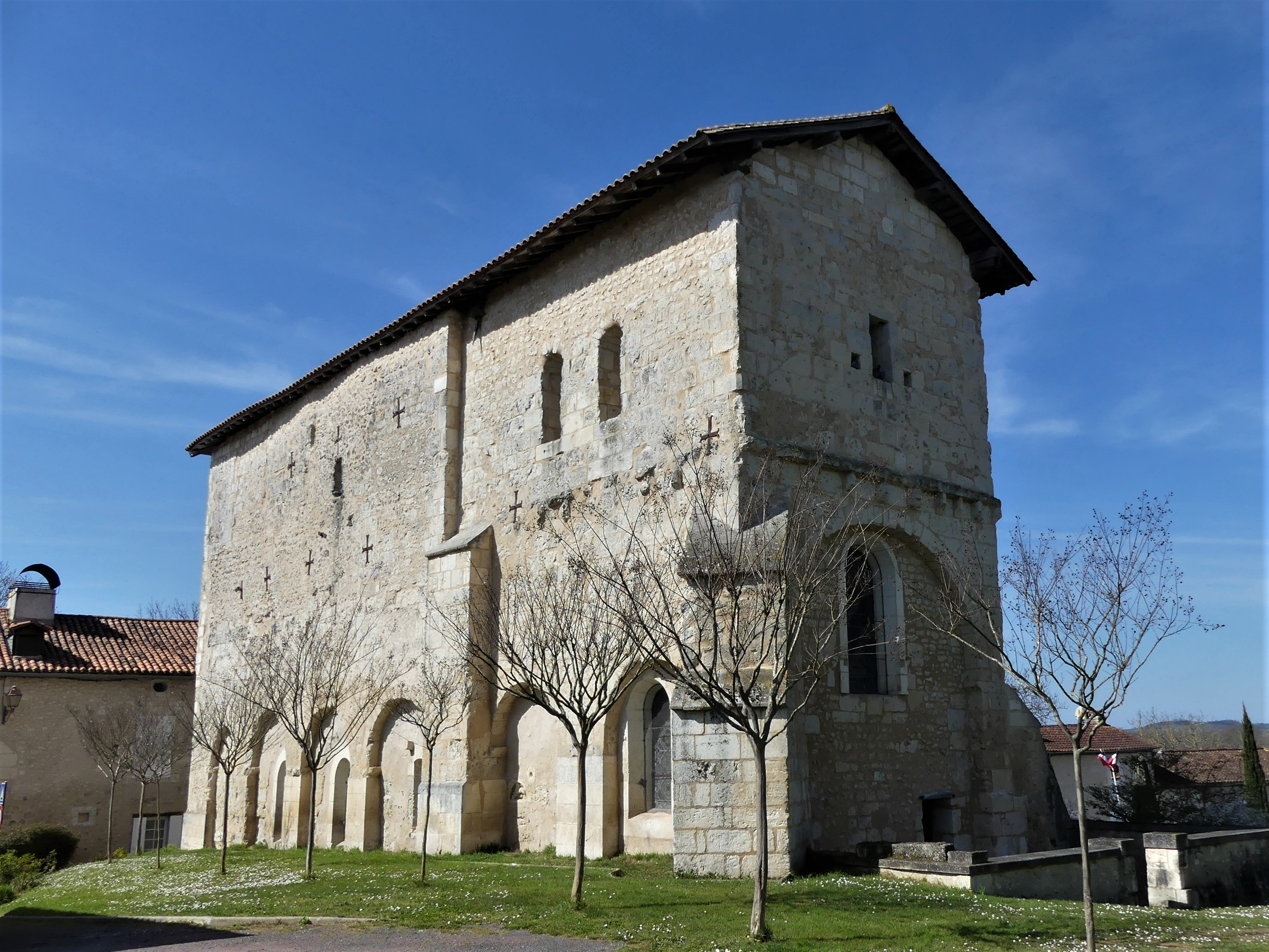
Kirche Saint-Pierre-ès-Liens
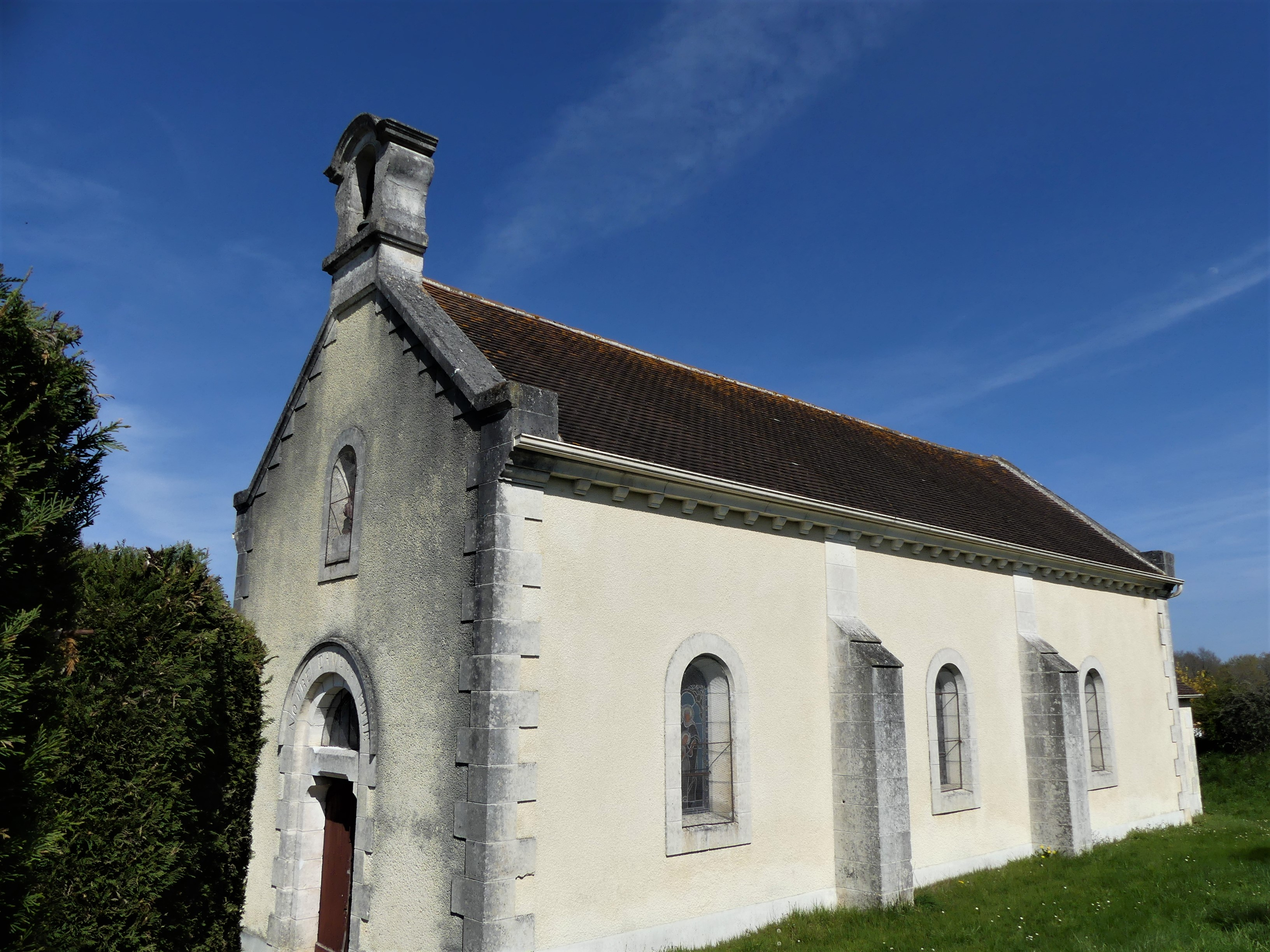
Kapelle Notre-Dame-de-Pitié
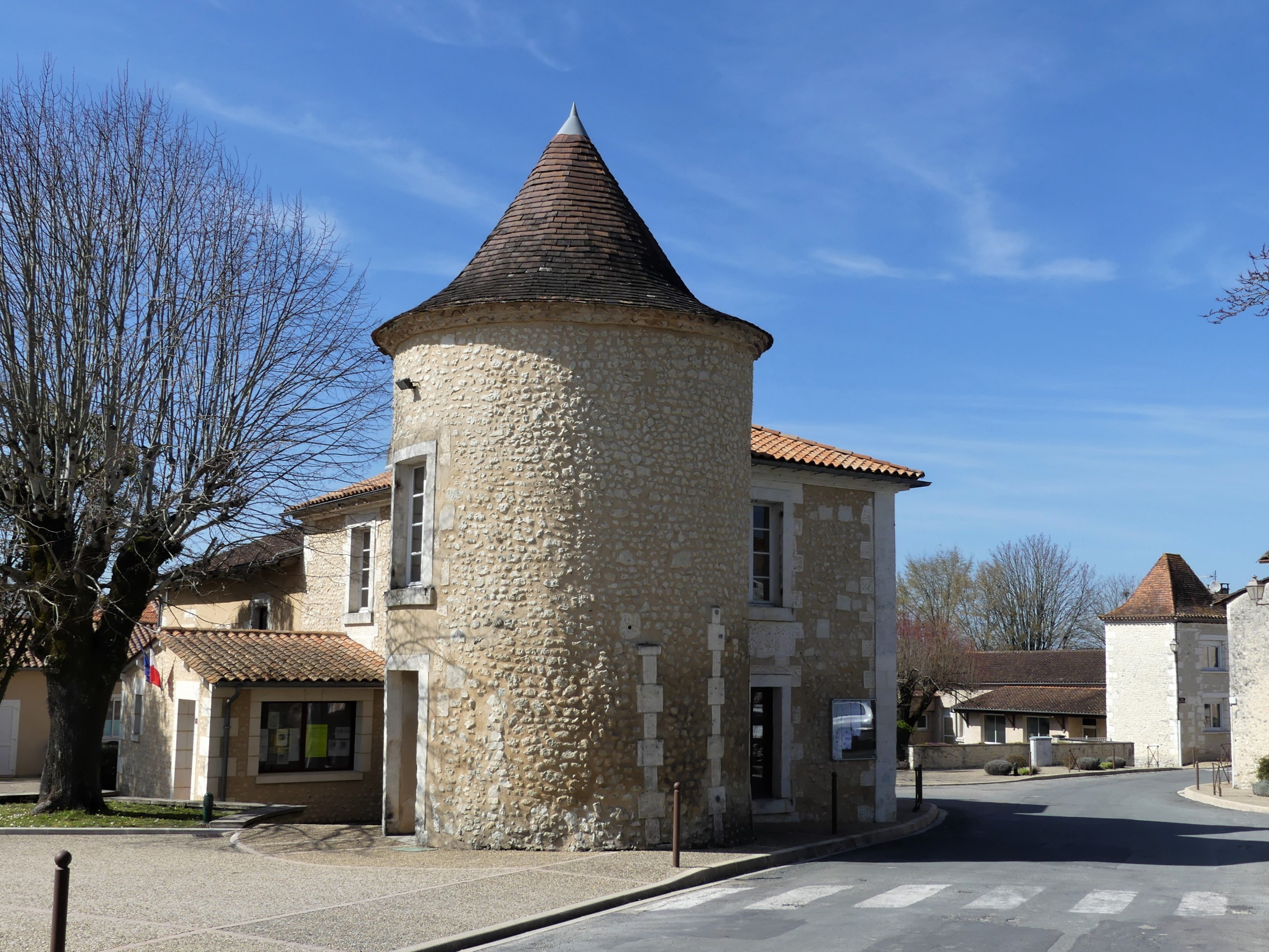
Turm
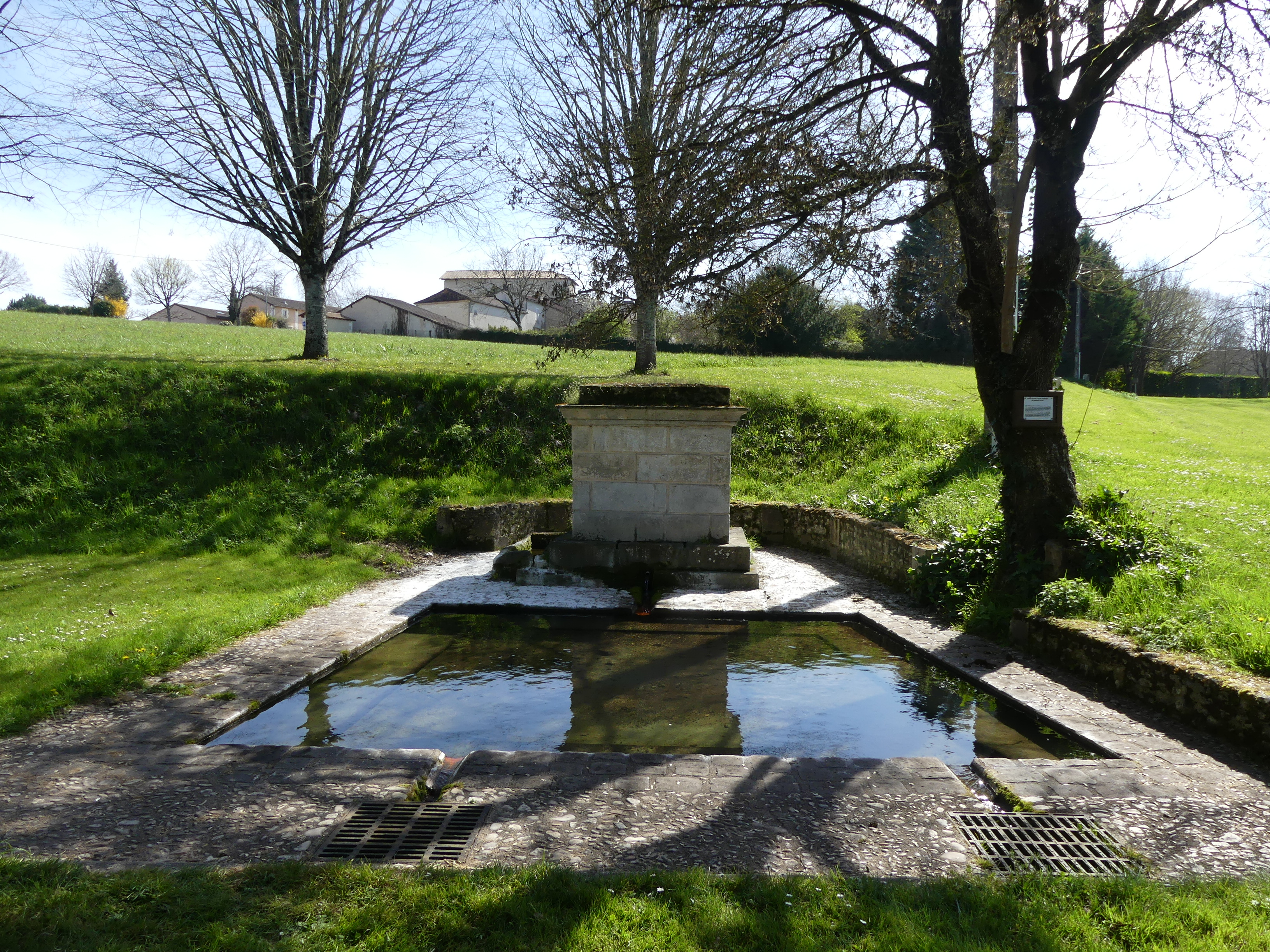
Brunnen